# ديارال غريب (سيئون)
'

تعديل مصدري - تعديل

ديارال غريب هي إحدى قرى عزلة سيئون بمديرية سيئون التابعة لمحافظة حضرموت، بلغ تعداد سكانها 449 نسمة حسب تعداد اليمن لعام 2004.